# حجی
حَجی (عبری:חַגַּי به معنی : جشن ) یکی از دوازده پیامبر کوچک کتاب عبری تنخ و نویسندهٔ کتاب حجی در عهد عتیق انجیل بود. او در روز جشن مذهبی فطیر زاده شد. او شاهد خرابی معبد سلیمان بود و همراه با زکریا، بازگشت‌کنندگان از تبعید بابل را به بازسازی هیکل سلیمان تشویق کرد. بازسازی هیکل سلیمان باعث برانگیخته شدن سامری‌ها و حتی‌ها علیه یهودیه شد. وقتی که فرمان‌روای رودخانه فرات و دیگر مأموران سعی کردند در تلاش‌های بازسازی هیکل یهودیان مداخله کنند؛ داریوش از یهودیان حمایت کرد. پیغام حجی در سال دوم پادشاهی داریوش بزرگ به شوش فرستاده شد. اولین پیغام او در اولین روز ماه ششم و آخرین پیغام او در روز ۲۴ ماه نهم بیان گردید. حجی در هگمتانه (همدان) درگذشت و در آنجا به خاک سپرده شد. روز بزرگداشت او در کلیسای انجیلی ارمنستان ۳۱ ژوئن و در کلیسای ارتدوکس شرقی ۱۶ دسامبر است.